# 런던 지하철 2009년식 전동차
런던 지하철 2009년식 전동차(London Underground 2009 Stock)는 봄바디어가 영국 더비 리처치 레인 웍스에서 모바이아 제품군의 일원으로 제조한 런던 지하철의 통근형 전동차이다. 빅토리아 선의 운행을 위해 총 47대의 8량 열차가 제조되어 2009년 7월부터 2011년 6월 사이에 여객 운행에 들어가 1967년식 전동차를 대차했다. 이 열차는 1996년식 전동차가 1997년에 운행을 시작한 이후 처음으로 도입된 열차였다.

## 기술

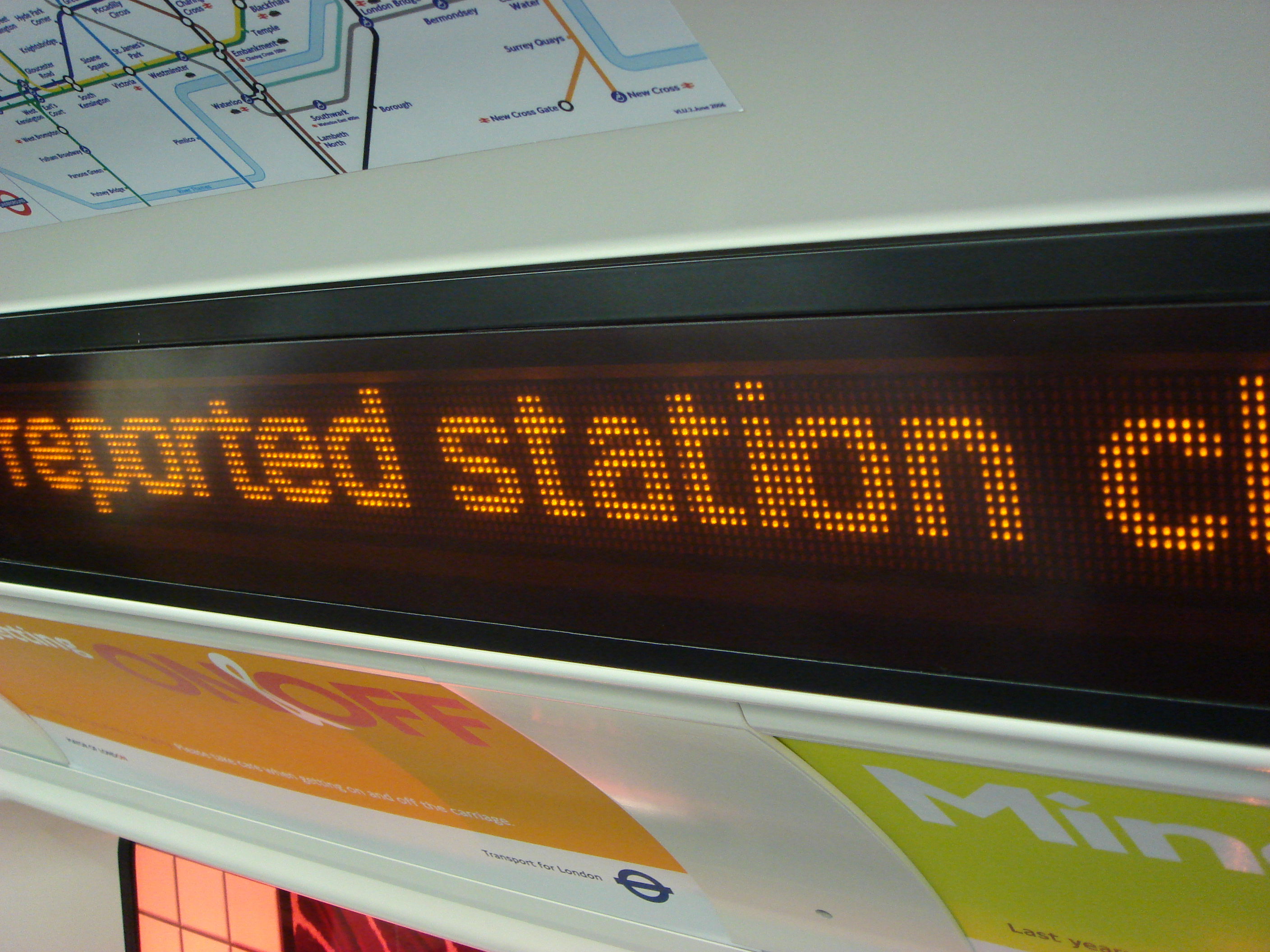
2009년식 차량 내부의 도트 매트릭스 디스플레이

이 열차는 현재 없어진 메트로넷이 봄바디어에 자동 열차 운행과 빅토리아 선 및 기타 고심도 노선에 신호를 보내는 새로운 열차를 공급하기 위해 수주한 34억 파운드의 계약의 일부분이다. 이 업그레이드는 2012년에 완료되었을 때, 안정성이 향상되고, 역간 이동 시간이 8% 감소, 전체 이동 시간이 16% 감소할 것으로 예상된다. 이는 부분적으로 대차된 1967년식보다 더 높은 성능을 가진 열차 때문이다. 최고 속도가 80 km/h (50 mph), 최대 가속도가 1.3 m/s2 (4.3 ft/s2), 일반 운행 감속도가 1.14 m/s2 (3.7 ft/s2), 비상 제동 감속도가 1.4 m/s2 (4.6 ft/s2)로, 이는 1992년식과 동일하다. 성수기에는 43대의 열차가 운행되어야 하는데, 이는 1967년식보다 6대가 증가한 것이다.
1967년식보다 폭이 40 mm (1.57 in)나 넓어 빅토리아 선의 차량한계를 활용할 수 있으며, 이는 다른 고심도 노선의 차량한계보다 약간 크다. 그러나 이것은 도로를 제외하고 빅토리아 선에서 나가는 것을 막는다. 열차는 252개 좌석과 약 1,196명의 승객을 수용할 수 있는 공간을 갖추고있어 1967년식에 비해 19% 증가한 수용력을 제공한다. 또한 역에서의 체류 시간을 줄이기 위해 승객의 탑승과 하차를 쉽게 할 수 있도록 더 넓은 출입문을 갖추고 있다. 봄바디어의 FICAS 기술로 만들어진 이 열차는 (더 큰 크디와 함께) 차체가 얇아져 승객을 위한 내부 공간이 더 넓어졌다. 이 열차는 철도 차량 접근성 규정(RVAR)이 도입된 이래 처음으로 설계된 런던 지하철 열차로, 접이식 좌석이 있는 다목적 공간과 휠체어 및 유모차를 위한 공간, 휠체어 접근을 위한 오프셋 중앙 도어 폴을 포함해 거동이 불편한 사람들을 위한 더 많은 시설을 가지고 있다.

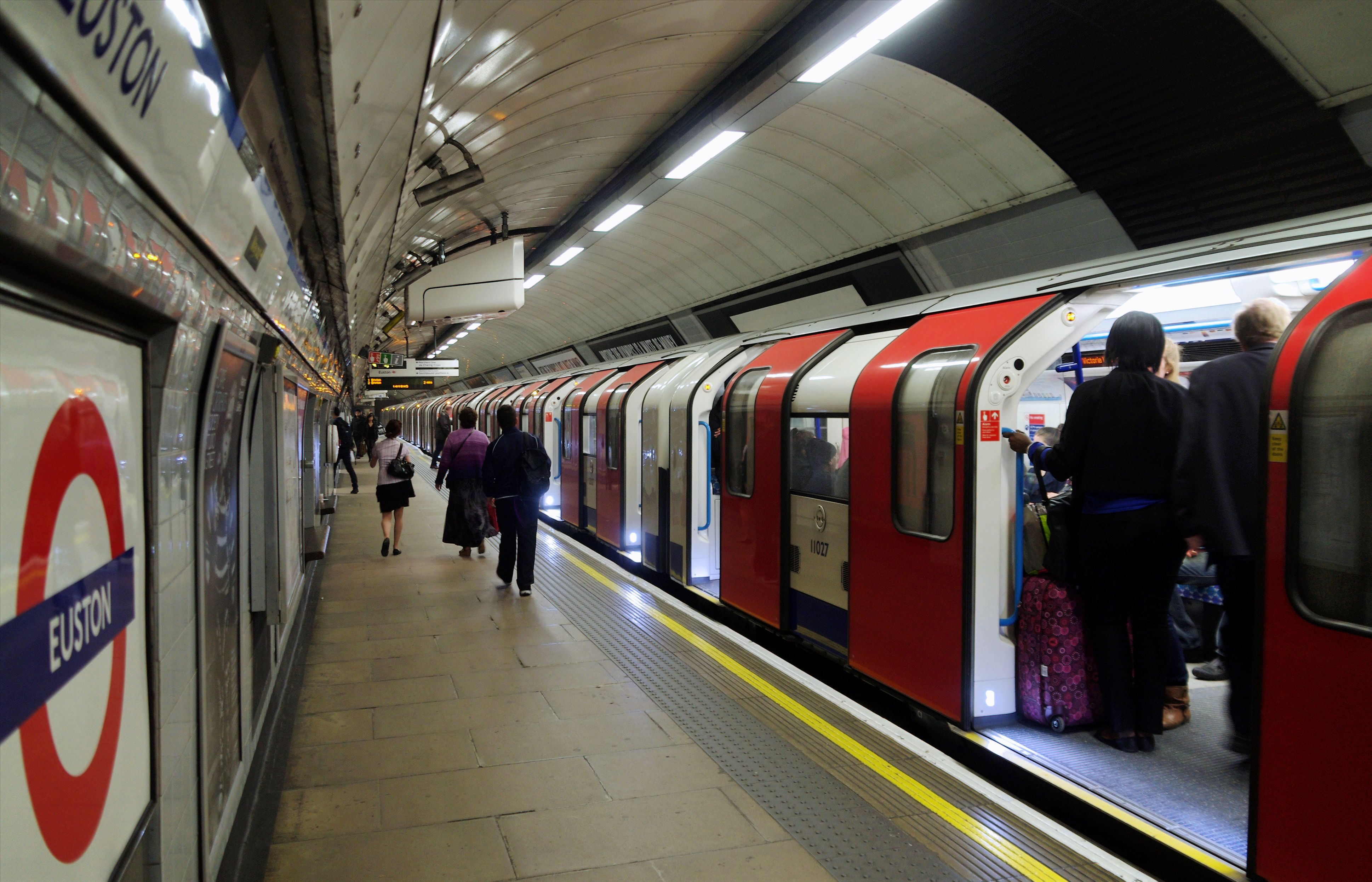
차량 외부 (위치:유스턴 역)

이 열차는 1967년식보다 3 m (9 ft 10 in) 더 긴 133.275 m (437 ft 3 in)로 도입 당시 런던 지하철에사 가장 긴 고심도 열차였다. 이 열차는 봄바디어의 일렉트로스타 열차에 사용되는 트랙션 팩(traction pack)의 변형된 버전을 사용한다고 한다. 실시간 서비스 정보를 보여주기 위해 CCTV 카메라와 도트 매트릭스 디스플레이를 가지고 있다. 1973년식과 마찬가지로, 운전자는 "통근자"와 "관광객"의 두 가지 안내방송 설정 중에서 선택할 수 있다. 차륜 마모의 정도에 관계 없이 다양한 하중 패턴 하에서 열차를 프로파일에 유지하기 위해 고정된 높이를 유지한다. 대부분의 다른 런던 지하철과는 달리, 그들은 빅토리아 선의 대부분의 승강장이 오른쪽에 있기 때문에 운전실 우측에 통합 견인/제동 제어기(운전자의 수동 제어 장치, 종종 "데드맨 핸들"라고 불림)를 가지고 있다. 외부 측면 문이 장착되어 기관사 변경을 위해 운전실에 접근하는 것이 1967년식보다 쉽다. 1967년식의 운전실은 객실을 통해 접근해야했기 때문에 출퇴근 시간에는 어려울 수 있었다.
각 열차는 2개의 4량 단위의 운전실 동력객차 - 무동력객차 - 비운전 동력객차 - 비연결 비운전 동력객차로 구성되어 있으며 연속적으로 연결되어 있다. 이 열차는 빅토리아 선의 노섬벌랜드 파크 차량사업소에서 유지·관리되며, 봄바디어 직원들이 보증 부품 교체를 위해 현장에 배치되어 있다. 원래는 1992년식과 같이 전동 차축을 장착하여 더 빠른 주행 시간을 위해 충분한 견인력과 가속력을 갖도록 설계되었다. 그러나 나중에 전동 차축의 75%가 충분하다고 결정되어, 프로젝트 비용이 약 1,000만 파운드(전체 비용의 약 3.5%) 절감되었다. 그들은 기계 전용 샤펜베르크 커플러를 가지고 있다.

## 운행 도입

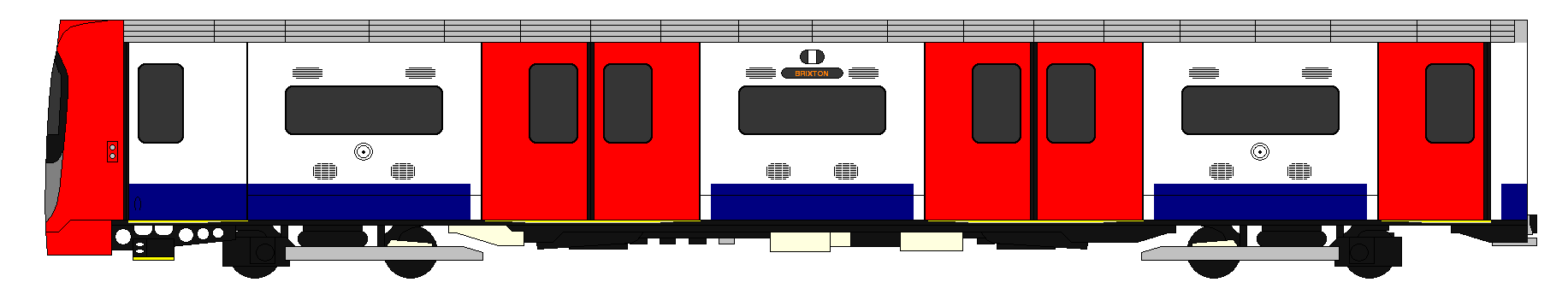
2009년식 전동차 옆면

이 열차의 설계는 2004년 9월에 마무리되었다. 2대의 사전 제작 열차의 제조는 2005년 1월에 시작되었으며, 2006년 중반까지 제조할 예정이었다. 2006년 2월 3일, 메트로넷은 첫 사전 생산 차종이 정적 시험에 대비하여 완성되었다고 발표했다. 2006년 7월 21일부터 8월 4일까지 유스턴 스퀘어 가든에서 목업이 전시되고, 유스턴 스퀘어 역 인근에서 고객 승인 테스트후 공개 전시되었다.
2006년 9월부터 첫 사전 제작 열차는 봄바디어에서 제조하고 더비 리처치 레인 웍스(Derby Litchurch Lane Works)의 시험장에서 시험하였다. 제조 시간동안 빅토리아 선에서 시운전을 위해 2006년 말까지 런던 지하철에 납품될 예정이었으나 2007년 5월 되어서야 겨우 성사되었다. 또한 기관사와 정비 훈련 및 숙지에도 사용되었다.
두 번째 사전 제작 열차도 빅토리아 선에서 시운전하였으며, 2008년 7월부터 본격적인 여객 운행에 들어갈 것으로 예상되었다. 그러나, 이 날짜는 두 번 연기되었는데, 처음에는 2009년 1월, 그 다음으로는 2009년 7월로 바뀌었다. 2009년 7월 21일 마침내 열차가 노섬벌랜드 파크 차량사업소에서 23:00에 출발하여 23:55에 세븐 시스터스와 브릭스턴 사이의 운행을 시작했다.
본 생산은 2009년 말부터 시작되었으며, 2010년 2월부터 2주마다 1대의 열차가 여객 운행에 들어갔다. 2011년 중반까지, 남아있는 일부 1967 열차를 대차하기에 충분한 수의 열차가 운행되었고, 그 중 마지막 열차는 2011년 6월 30일에 운행되었다.

## 사고
2010년 7월 21일 아침 출근 시간 동안, 핌리코 역에서 열차가 고장 났고, 3,000명의 갇힌 승객들을 구조하기 위해 구급차를 불러야 했다. 닷새 뒤인 2010년 7월 26일 아침 출근 시간에 옥스퍼드 서커스 역에서 또 다른 열차가 고장나 빅토리아 선 운행이 일시 중단됐다. 런던 교통국은 두 가지 문제의 주요 원인으로 소프트웨어 오류와 과민성 도어 센서를 꼽았다.

## 편성

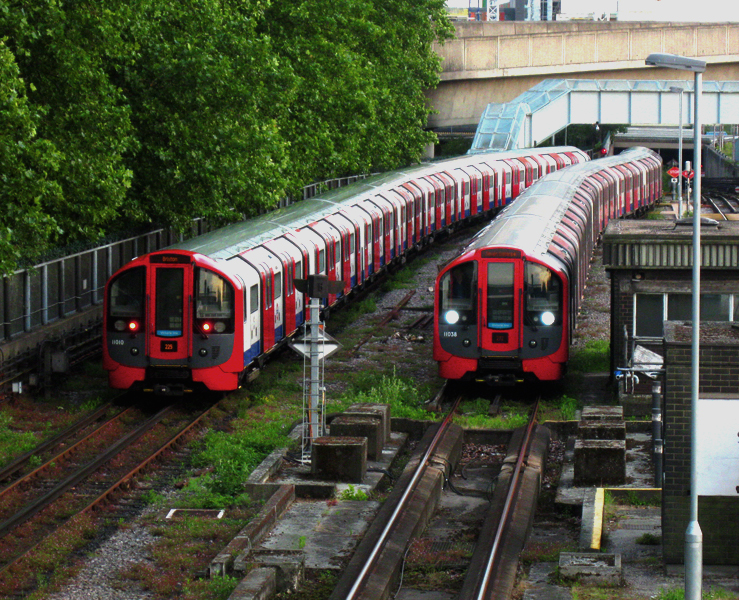
노섬벌랜드 파크 차량사업소에서 2009년식 지하철 열차

2009년식 차량의 개별 객차는 다섯 자리 번호를 가지고 있다. 둘째 자리는 객차의 역할을 식별하고 마지막 세 자리는 설정 번호(001 ~ 094호)를 나타낸다. 'A' 끝 단위는 홀수인 반면 'D' 끝 단위는 짝수이다. 도입 당시 2009년식 차량의 번호 체계는 다음과 같다.:
|          | ← 브릭스턴 (A)월섬스토 센트럴 (D) → |               |               |               |  |               |               |               |               |
| 편성     | 11xxx (DM)                          | 12xxx (T)     | 13xxx (NDM)   | 14xxx (UNDM)  |  | 14xxx (UNDM)  | 13xxx (NDM)   | 12xxx (T)     | 11xxx (DM)    |
| 시설     |                                     |               |               | 휠제어 공간   |  | 휠제어 공간   |               |               |               |
| 객차번호 | 11001 ∥ 11093                       | 12001 ∥ 12093 | 13001 ∥ 13093 | 14001 ∥ 14093 |  | 14002 ∥ 14094 | 13002 ∥ 13094 | 12002 ∥ 12094 | 11002 ∥ 11094 |

- - 휠체어 공간
- DM - 운전실
- T - 무동력객차
- NDM - 비운전 동력객차
- UNDM - 비연결 비운전 동력객차

## 같이 보기
- 서클선